# 龍が如く7 光と闇の行方
『龍が如く7 光と闇の行方』（りゅうがごとくセブン ひかりとやみのゆくえ、英題：Yakuza: Like a Dragon）は、セガゲームスより2020年1月16日に発売されたPlayStation 4用ゲームソフト。
キャッチコピーは「人生は冒険だ」。
国外では欧米版のタイトルである『Yakuza: Like a Dragon』としてSteamで、更に同年11月10日にはXbox Series X/Sのローンチタイトルになることが発表された。日本でもXbox series X/Sのローンチタイトルであったが発売直前に延期となった。
国内ではXbox Series X/S、Xbox One、Windows 10、Steam版で『龍が如く7 光と闇の行方 インターナショナル』（りゅうがごとくセブン ひかりとやみのゆくえ インターナショナル、英題：Yakuza: Like a Dragon International）が2021年2月25日に発売。PlayStation 5版が同年3月2日に発売。なおPS4版以外は海外版をベースに作られており、PS5版はPS4版とのセーブデータおよびDLCの互換性は一切ないため注意が必要である。
PlayStation以外のハードで本編シリーズの最新作がリリースされるのは本作が初めてである。
当初国内からはSteamで購入不可能だったが、インターナショナル版の発売に合わせ販売が解禁された。

## 概要
2019年8月29日にUDXシアターにて行われた「『龍が如く最新作』記者発表会」において発表された、『龍が如く6 命の詩。』に続く龍が如くシリーズナンバリング最新作。
本作は『6』までの主人公「桐生一馬」に代わり、新たに「春日一番」を主人公としたストーリーになっている。主人公の変更に伴い、タイトルロゴの書体も春日のやんちゃで元気なイメージを表現するために変更されている。また、春日は「『ドラゴンクエスト』が好き」という設定がされており、作中で「ドラクエ」という台詞が度々登場するが、堀井雄二及びスクウェア・エニックス側から許可は得ている。
本作は2018年11月21日にスマートフォン及びPC向けに配信された『龍が如く ONLINE』と並行したストーリーになっており、差異はあるものの春日が沢城の身代わりで警察に出頭し出所後に荒川に撃たれるという基本的な流れは同じでそこから大きく分岐していく（所謂パラレル）が、どちらか片方が正史というのではなく、どちらもその世界の正史という捉え方でいいという。メインとなる舞台は初登場となる横浜の伊勢佐木異人町だが、恒例となる東京の神室町や大阪の蒼天堀も登場する。
今作ではアドベンチャー部分はこれまでと変わらないものの、バトル部分が従来のアクションではなくRPGのコマンド式に変更されている。バトルジャンルの変更に踏み切ったのは、桐生のように力や権力を持たない春日が困難に立ち向かっていくために必要な「仲間」の存在を表現するのにRPGがもっとも適していると判断したからだという。シリーズ総合監督の名越稔洋はRPGを押し売りするつもりはなくやはりアクションがあっての龍が如くスタジオ作品という声が多くその声にRPGが答えられなければその時には再びアクションに戻す可能性も述べている。
メインゲストとして、俳優の中井貴一、堤真一、安田顕が出演する。また、今作の発表に先駆けて行われた「『龍が如く 最新作』助演女優オーディション」に合格した5名が出演する。
なお、今作では1作目から登場し続けていた企業であるドン・キホーテは登場しない。
予約特典として、ゲーム販売店舗別（13店舗）にそれぞれ異なる特典が付属される。龍が如くシリーズ恒例のダウンロードコンテンツは今作にも存在する。過去作にもあったクリアデータ引継ぎによる特典は当初存在しなかったが、3月24日に有償DLC「プレミアム・マスターズパック」として発売することが発表され、4月9日に販売（5月6日まで7円、それ以降は980円）された。
2020年3月、日本を含むアジア地域における累計出荷本数が45万本を突破した。
国外版では『1』以来となる英語音声が実装され、荒川真澄をジョージ・タケイ、青木遼をウィル・ユン・リーなどの著名な俳優陣が吹き替える。この英語吹き替えはインターナショナル版にて収録される。
今回は難易度の選択は「プレミアム・マスターズパック」適用かつ2周目以降に限定される。

## ストーリー
2001年1月1日。関東最大の極道組織「東城会」の三次団体「荒川組」に所属する「春日一番」は、実の親のように慕う組長の荒川真澄から若頭の沢城丈が犯した罪を被るよう頼まれ、愛する組と尊敬する親父のために出頭を決意する。
時は経ち、2019年。春日は18年にも及ぶ厳しい刑務所生活を送りながらもついに出所するが、出迎えてくれる者は誰一人いなかった。
一人寂しく故郷である神室町へと戻る春日だったが、そこで目にしたのは「神室町3K作戦」という警察の施策により東城会は崩壊し、警察と関西最大の極道組織「近江連合」に完全支配された神室町の惨状であった。
この惨状を作り上げたのが荒川だということを知った春日は、真意を直接確かめるべく荒川の元へと向かうが、そこで待っていたのは再会を喜ぶ笑顔ではなく冷酷な銃口だった。
荒川に撃たれ生死の淵をさまよいながらも何とか意識を取り戻した春日が目覚めた場所は、「どん底の街」と呼ばれる神奈川県の横浜の「伊勢佐木異人町」にあるホームレス街であった。

## 登場人物
主人公と仲間
春日一番（声 -  中谷一博）
足立宏一（声 - 大塚明夫）
難波悠（演 - 安田顕）
向田紗栄子（声 - 上坂すみれ）
東城会系荒川組
荒川真澄（演 - 中井貴一）
荒川真斗 / 青木遼（声 - 鳥海浩輔）
沢城丈（演 - 堤真一）
安村光雄（声 - 鶴岡聡）
横浜星龍会
星野龍平（声 - 金尾哲夫）
高部守（声 - 遠藤大智）
戸塚大和（声 - 高岡瓶々）
横浜流氓
趙天佑（声 - 岡本信彦）
馬淵昌（声 - 竹田雅則）
コミジュル
ソンヒ（声 - 武田華）
ハン・ジュンギ（声 - 中村悠一）
近江連合
渡瀬勝（声 - 西凛太朗）
石尾田礼二（声 - 速水奨）
天童陽介（声 - 田中美央）
ミラーフェイス
元東城会
桐生一馬（声 - 黒田崇矢）
真島吾朗（声 - 宇垣秀成）
冴島大河（声 - 小山力也）
堂島大吾（声 - 徳重聡）
ブリーチジャパン
小笠原肇（声 - 新垣樽助）
久米颯太（声 - 平川大輔）
異人町の住人
浜子（声 - 唐沢潤）
野々宮勲（声 - 多田野曜平）
サバイバーのマスター（声 - 咲野俊介）
村長
柳いろは（演 - 柳いろは）
沢すみれ（演 - 沢すみれ）
宮越愛恵（演 - 宮越愛恵）
里々佳（演 - 里々佳）
猪狩（声 - 室元気）
広尾
向田菜乃葉（声 - 上坂すみれ）
桂川（声 - 堀井茶渡）
スジモン博士（声 - 後藤ヒロキ）
会社経営
鎌滝えり（演 - 鎌滝恵利）
鎌滝トメ
宝生
中野渡
才木
美園玲子
その他
堀ノ内十郎（声 - 楠大典）
夢乃（声 - 名塚佳織）
伊達真（声 - 山路和弘）

## ゲームシステム
ライブコマンドRPGバトル
従来の喧嘩アクションとRPGコマンドシステムが融合した本作のバトルの肝となるシステム。なお、場合によってはチェイスバトルになることがある。
デリバリーヘルプ
スマートフォンからバトル中に助っ人を呼び出すシステム。
略してデリヘル。春日自身がこう呼ぶ事は無いが、このシステムが解放される時のイベントでは「デリヘル」とチラシに書かれており、拾った場所もあって足立がデリヘルだと思い込んで依頼したらゲイリー・バスター・ホームズがやってくるというコントが入る。
他のRPGの召喚獣に該当するが、MPではなく所持金を消費して使用する。同じキャストを続けて呼び出す事は出来ず、対応できない時間帯やスマートフォンの電波が届かない場所では呼び出せない。キャストによって呼び出す際の費用や効果は違うが、初回はお試しサービスとして無料で呼び出せる。メンバーはストーリーの進行やサブストーリーのクリアによって追加される。
ハローワーク
春日や仲間達を違うジョブ（職業）に転職できる施設。ジョブにはランクがあり、ランクが上がるごとに新しい極技（MPを消費する技で一般的なRPGにおける魔法や戦技に相当）を覚えたり、ステータスが上昇したりする。一定ランクごとに得られる能力値の上昇ボーナスは他のジョブに転職しても引き継がれ、各ジョブごとに他のジョブに転職してもそのまま使用できる極技が2種類ずつ存在するため、複数のジョブを広く極めることでキャラクターがより強化される。
各キャラクターの固有ジョブのほか、性別ごとにジョブが用意されている。（【】内はダウンロードコンテンツ）
男性：用心棒、ホスト、ダンサー、解体屋、ストリートミュージシャン、料理人、機動隊員、占い師、【悪魔】
女性：キャバ嬢、アイドル、ナイトクイーン、ディーラー、【姉御】
固有ジョブ：フリーター・勇者（春日）、ホームレス（ナンバ）、刑事（足立）、チーママ（紗栄子）、ヒットマン（ハン）、マフィア（趙）、事務員（鎌滝）
地下ダンジョン
横浜と神室町の地下にあるダンジョン。エンカウントに出てくる敵や金庫やアイテムが置いてある。
バトルアリーナ
蒼天堀にて営業、メインストーリー後半で利用可能。景品と経験値がいい分クリアする条件も設定されている。5階ごとにチェックポイントがあり、出直した際には踏破したチェックポイントの次の階から挑戦できる。
人間力
春日に設定されているパラメータ。情熱、メンタル、陽気、優しさ、知性、お洒落のレベルがあり、購入アイテムやミニゲームのクリア、イベントの選択でレベルの経験値が上昇。レベル上昇に従ってそれぞれ対応する状態異常に対する耐性がつくほか、一定のレベル以上でないとカジノや賭場の開放や会社経営の際全員のスカウトが不可能。
絆レベル
春日以外の仲間に設定されているパラメータ。戦闘や飲食店での食事、パーティチャットの発生などで経験値を得ることができ、一定以上の経験値を得た上でバー「サバイバー」での絆ドラマを発生させることでレベルが上がる。絆レベルが上がることにより控えメンバー時の経験値取得効率の上昇や転職できる職業の開放、「絆技」という連携技の習得ができる。
浪漫製作所
武器の製作と改造を行う場所。依頼には素材と費用が必要。また、資金援助で施設のレベルを上げるとより強力な武器を製作できる。
バイトクエスト
エンカウントキャラの討伐、アイテムの入手などがある。クリアして報告すると報酬がもらえる。
植物栽培
街の特定個所にある植え込みや植木鉢に種等をセットすると一定時間で収穫可能。「サバイバー」のマスターに材料として持ち込むことで回復アイテムや女性キャラクターの好感度を上げるための花束に加工できる。
パーティーチャット・宴会トーク
仲間で店で食事したり、特定の建物に行くとトークが聞ける。宴会トークだと正しい選択肢を選ぶと絆レベルの経験値が足される。
金庫
金と銀の金庫があり、開けると珍しい装備や素材等が入手できる。金の金庫は特定の場所で使い捨ての鍵を買って使わないと開ける事が出来ない。
東城会代紋集め
街に東城会代紋が落ちており、それを集めてカムロップに渡すことでアイテムと交換してくれる。
いいものサーチ
特定の場所を調べる事でアイテムを入手できる。
スジモン図鑑
今作の敵は「スジモン」と表記されている。スジモンはエンカウント上や本編のキャラを倒すと登録され、一定数以上登録すると報酬がもらえる。
にぎにぎ
町にいるNPCに声をかけると有料で体力回復してくれる。

## プレイスポット
今作では『龍が如く5 夢、叶えし者』以来となるパチスロが復活し、実在企業であるマルハン、PIA、エスパス日拓とタイアップしている。
その反面、シリーズの象徴の一つといえるキャバクラ遊びは大幅に簡略化されている。
ドラゴンカート
街をコースとしたカートレースゲーム。コース上に落ちているアイテムを拾いライバルを攻撃することが可能。
サバイバル缶拾い
空き缶を拾うミニゲームで、異人町の櫻川通り南で行われる。制限時間内にどれだけ効率よくリヤカー付き自転車で回り空き缶を拾えるかを競う。ライバルホームレスが乗る自転車やゴミ収集車にぶつかると集めた缶を奪われるが、加速アイテム使用中にライバルに体当たりすると逆に缶を奪うことができる。貯めたポイントはアイテム交換に利用する。
名画座
映画を見て眠らないようにするミニゲーム。左右の上下左右、計8か所の出現位置に対応したボタンを押して牡羊の姿をした睡魔を撃退し、終了まで起きていられたら成功。睡魔に混じって登場する鶏はいなくなるまで放置すると眠気を回復することができるが、撃退すると逆に眠気が増えてしまう。それぞれの映画ごとに初回クリア時のみ人間力経験値が上昇。仲間の一人と共に観ることができるが、その仲間が気に入る映画ならば観た後で会話イベントが発生し絆レベルの経験値が上昇する。
なお、この睡魔はこのミニゲーム以外特に登場する訳ではないが、インターナショナル版のキービジュアルに描かれているどころか、前面のメインキャラクター4人以外では何故か最も大きく描かれている。
会社経営
春日が悪徳企業に陥れられて経営が傾いた煎餅屋「一番製菓」の社長となり経営をする。人事や設備投資、多角経営などで業績を上げていくとともに株主総会で経営に異を唱える株主を説き伏せることで経営陣の支持率を安定させ、最終的には横浜での株価ランキング一位の企業にのしあげていくことが目標となる。社員は街中でスカウトしたり、サブストーリーで知り合った人間を雇える。
資格学校
クイズゲーム。取得できる資格は21種類あり、それぞれ5問中3問正解すると合格。それぞれの試験ごとに決められた人間力経験値が上昇する。

## 劇中の主な用語
伊勢佐木異人町（いせざきいじんちょう）
横浜の舞台となる街。行動できる範囲は神室町の3倍以上にも及び、地区ごとに異なった顔を持つ。
「伊勢佐木町」は実在するため、「伊勢佐木異人町」で正式名称である。
神室町3K作戦（かむろちょうさんけーさくせん）
警察が東城会を潰すために施策した計画。3Kとは「ヤクザを食わせない・稼がせない・居住させない」の略称で、これにより東城会系の組が経営する店がことごとく摘発に遭って潰され、東城会は壊滅した。
青木遼都知事の主導で行われて絶大な結果を出し、青木の大きな功績の一つとされているが、実際は東城会系荒川組組長の荒川真澄に情報を漏洩させたことによって成功したもの。そのため荒川組が経営する店のみ見逃されている他、東城会が壊滅した後に入り込んできた近江連合（東京近江連合）は黙認されている。
異人三（いじんさん）
伊勢佐木異人町を牛耳る極道組織「横浜星龍会」、中国系マフィア「横浜流氓」、韓国系マフィア「コミジュル」の3組織を示す名称。名前の由来は童謡「赤い靴」の歌詞から。3すくみのにらみ合いによって東城会や近江連合など外部の組織が介入できない状態を築き上げており、その強固な秩序は「肉の壁」と呼ばれている。
ブリーチジャパン
青木遼が設立した「グレーゾーンの漂白」をスローガンに掲げるNPO法人。若者達からは圧倒的な支持率を誇るなど全国的に高い知名度と影響力を持つ。日本全国に支部を持ち、その内で横浜支部を異人町に構えている。
構成員は500人程度だが、呼びかけに応じてデモに参加するだけのメンバーを含めると10万人を超える規模になる。

## 楽曲
- 主題歌：湘南乃風[注 7]&中田ヤスタカ「一番歌」